# محمد بن عبد الرحمن العكبري
محمد بن عبد الرحمن العُكبَرِي (ت. بعد 665 هـ / بعد 1267 م) هو أديب، من أهل بغداد، وحفيد أبو البقاء العكبري (ت. 616 هـ).
نُسب إلى مدينة عكبرا. له «مجمع الأقوال في معاني الأمثال»، المجلد الثالث منه، بخطه، في 364 ورقة، في خزانة شستربتي رقم 3669. وقد ترجمه ابن الغوطي (ت. 723 هـ) وقال بأنه: «من فضلاء الزمان، سمع جده أبا البقاء، تأدب ونظم الاشعار الرائعة» وأضاف أنه «استشهد في الواقعة (أي سقوط بغداد) سنة ست وخمسين وستمائة للهجرة ومولده سنة ستمائة تقريبا». ويبدو أن ابن الغوطي قد أخطأ في تحديد سنة وفاته حيث جاء في المخطوطة في الشستربتي (وهي بخط المؤلف) «تمت المجلدة الثالثة على يد مؤلفه الفقير إلى رحمة ربه... في جمادى الآخرة من سنة خمس وستين وستمائة». أي أنه سلم من وقعة التتار التي كانت سنة 656 هـ.